# Charles Herrmann
Charles Herrmann (Alemania, 21 de enero de 2006) es un futbolista alemán que juega de delantero en el Borussia Mönchengladbach II de la Regionalliga West.

## Estadísticas

### Clubes
Actualizado al último partido disputado el 5 de octubre de 2024.
| Club                                   | Div.          | Temporada     | Liga  | Liga  | Liga   | Copas nacionales | Copas nacionales | Copas nacionales | Copas internacionales | Copas internacionales | Copas internacionales | Total | Total | Total  |
| Club                                   | Div.          | Temporada     | Part. | Goles | Asist. | Part.            | Goles            | Asist.           | Part.                 | Goles                 | Asist.                | Part. | Goles | Asist. |
| -------------------------------------- | ------------- | ------------- | ----- | ----- | ------ | ---------------- | ---------------- | ---------------- | --------------------- | --------------------- | --------------------- | ----- | ----- | ------ |
| Borussia Mönchengladbach II · Alemania | 4.ª           | 2024-25       | 10    | 2     | 3      | ―                | ―                | ―                | ―                     | ―                     | ―                     | 10    | 2     | 3      |
| Borussia Mönchengladbach II · Alemania | Total club    | Total club    | 10    | 2     | 3      | 0                | 0                | 0                | 0                     | 0                     | 0                     | 10    | 2     | 3      |
| Total carrera                          | Total carrera | Total carrera | 10    | 2     | 3      | 0                | 0                | 0                | 0                     | 0                     | 0                     | 10    | 2     | 3      |

## Palmarés

### Campeonatos internacionales
| Título                        | Selección         | Sede      | Año  |
| ----------------------------- | ----------------- | --------- | ---- |
| Europeo Sub-17                | Alemania (sub-17) | Hungría   | 2023 |
| Copa Mundial de Fútbol Sub-17 | Alemania (sub-17) | Indonesia | 2023 |